# Graviton
Het graviton is een hypothetisch elementair deeltje dat de zwaartekracht overbrengt in de meeste kwantumzwaartekrachtsystemen.
Om dit te doen moeten gravitonen altijd aantrekken (zwaartekracht stoot nooit af) en moeten over elke afstand aantrekken (zwaartekracht is universeel).
Tot nu toe zijn gravitonen niet waargenomen.
Gravitonen zouden de lege ruimte innemen en mogelijk ook verantwoordelijk kunnen zijn voor de donkere materie.
De snaartheorie voorspelt het bestaan van gravitonen.